# Astro City

Capa de Astro City (Vol. 2) #1. Arte de Alex Ross.

Astro City é uma série de histórias em quadrinhos criada por Kurt Busiek (roteiro) e Brent Anderson (ilustração), com participação de Alex Ross (capas e concepção visual de personagens). Foi lançada nos EUA pela editora Image Comics, em 1995, e desde 2013 é publicada pela Vertigo.
Astro City mostra o cotidiano da cidade fictícia de mesmo nome, povoada por diversos super-heróis e vilões. Porém, ao contrário do que acontece nas histórias tradicionais do gênero, Busiek opta por mostrar os confrontos de diversos pontos de vista, inclusive o de pessoas comuns que habitam a cidade, e como elas são capazes de viver suas vidas em meio a confrontos entre seres superpoderosos.
Parte dos personagens é inspirada em heróis das editoras DC Comics e Marvel. Assim, o Samaritano é uma espécie de versão do Superman; a Vitória Alada é baseada na Mulher-Maravilha; e a Primeira Família traz nítidas referências ao Quarteto Fantástico.

## Publicação
Lançada pelo selo Wildstorm, da editora Image, Astro City continuou sendo publicada após a aquisição da empresa pela DC Comics, em 1998. No entanto, em 2010 a série foi interrompida. Em 2013, Busiek e Anderson retomaram a revista, desta vez pela Vertigo. 